# Digital Devil Story: Megami tenszei II
A Digital Devil Story: Megami Tensei II (デジタル・デビル物語 女神転生II; Dedzsitaru Debiru Szutórí Megami Tenszei II) a Digital Devil Story: Megami Tensei folytatása. 1990-ben adta ki a Namco Family Computer játékkonzolra, mint a Megami Tensei sorozat második videójátékát. Ez a sorozat első olyan játéka amely nem Nisitani Aja novelláján alapul, de számos játékmenetbeli elemét megtartja az előzményének.
Az Atlus a Digital Devil Story: Megami Tensei-el együtt a játékot Kjújaku Megami Tensei néven 1994-ben kiadta Super Family Computerre. Ez teljesen új grafikát és a világtérkép jóval részletesebb verzióját tartalmazza.
A játékban, hasonlóan a Madara Family Computer játékhoz javított zene minőség található egy speciálisan kialakított memória mappernek köszönhetően. Emiatt a játék cartridge-e kétszer nagyobb mint egy sima NES cartridge és ezért nem lehet behelyezni egy észak-amerikai NES-be.

## Játékmenet
A Digital Devil Story: Megami Tensei II megtartotta az első játék több játékmenetbeli elemét, köztük a démonok elfogását, kombinálását és a belső nézetű kameraállást. A világtérkép, hasonlóan a legtöbb korabeli játékhoz felülnézetből követi az eseményeket. A játékos a csapatát a világtérképen és a labirintusokban irányítja, véletlenszerű harcokban körökre osztott harcrendszerben.

## Cselekmény
199X-ben a világot lebombázták és a túlélők bunkerebe kényszerültek. 35 évvel később a háború egy dimenzionális szakadékot hozott létre a démonok és az emberek világa között. A játék úgy kezdődik, hogy két fiatal férfi a „Devil Busters” videójátékkal (ami hasonló az eredeti játékhoz) játszanak, amikor egy Pazuzu nevű démon közelíti meg őket és kijelenti, hogy ők az emberiség megváltói. Nebiros és több másik démon rajtaüt a bunkeren, de Pazuzu biztosítja a főszereplők számára a démonok megidézésének képességét, hogy legyőzzék a betolakodókat. Elindulnak, hogy megmentsék azt ami az emberiségből még megmaradt.